# Sudovci
Sudovci (Suduvci, Suvalki; Sūduviai), baltički narod nekad nastanjen na području današnje Litve. Njihovi najbliži srodbni su Jatvingi ili Jotvingi, narod od kojega su se odcijepili sredinom prvog milenija, pa se danas njihovi etnonimi često rabe kao sinonimi.
Zemlja Sudovaca poznata je kao Sūduva (Suvalkija) a nalazila se na obje obale rijeke Nemunas.

## Vanjske poveznice
- Sūduva (Suvalkija)